# Salazar
Salazar ist ein ursprünglich ortsbezogen entstandener spanischer und portugiesischer Familienname.

## Herkunft und Bedeutung
Der Familienname Salazar kann abgeleitet sein
- von dem romanischen Wort sala (Herrenhaus) kombiniert mit dem baskischen zahar (alt), mit der Bedeutung „Bewohner des alten (Herren-) Hauses“, oder
- sich auf den Ort Salazar im spanischen Burgos beziehen.[1]

## Namensträger

### A
- Abel Salazar (1917–1995), mexikanischer Schauspieler und Regisseur
- Adolfo Salazar (1890–1958), spanischer Musikkritiker und -wissenschaftler und Komponist
- Agustina Salazar (* 2002), argentinische Leichtathletin
- Agustina Gutiérrez Salazar (1851–1886), chilenische Malerin und Zeichnerin
- Albert Salazar (* 1995), spanischer Schauspieler
- Alberto Salazar (* 1958), US-amerikanischer Leichtathlet
- Alejandra Salazar (* 1985), spanische Padelspielerin
- Alexander Salazar (Bischof) (* 1949), costa-ricanischer Geistlicher, Weihbischof in Los Angeles
- Alexander Salazar (Karambolagespieler), kolumbianischer Karambolagespieler
- Alonso de Salazar († 1526), spanischer Entdecker
- Alonso de Salazar (Autor) (fl. 1521), spanischer Autor, Verfasser des Ritterromans Lepolemo
- Alonso de Salazar y Frías (1564–1635/1636), spanischer Priester und Inquisitor
- Alonso de Salazar y Ceballos (1687–1741), peruanischer Professor und Rektor der Universidad de San Marcos in Lima
- Álvaro Salazar (* 1993), chilenischer Fußballspieler
- Ana Salazar (* 1941), portugiesische Modedesignerin
- António de Oliveira Salazar (1889–1970), portugiesischer Politiker und Diktator
- Antonio Salazar Castillo (1989–2022), mexikanischer Fußballspieler
- Arturo Salazar (Squashspieler) (* 1988), mexikanischer Squashspieler
- Arturo Salazar Mejía (1921–2009), kolumbianischer Geistlicher, Bischof von Pasto
- Arturo Salazar Valencia (1855–1943), chilenischer Wissenschaftler
- Aura Cristina Salazar (* 1995), kolumbianische Schachspielerin

### B
- Basilio Salazar, mexikanischer Fußballspieler und -trainer

### C
- Carlos Salazar Castro (1800–1867), 1834 Jefe Supremo der Provinz El Salvador und 1839 Jefe Supremo der Provinz Guatemala
- Carlos Gabriel Salazar (* 1964), argentinischer Boxer
- César Salazar (Radsportler) (* 1972), kolumbianischer Radrennfahrer
- César Salazar (Squashspieler) (* 1988), mexikanischer Squashspieler

### D
- Deysiré Salazar (* 2004), panamaische Fußballspielerin
- Diego Fernando Salazar (* 1980), kolumbianischer Gewichtheber
- Diego José de Salazar (1659–1709), spanischer Komponist
- Diego Ramón Jiménez Salazar (* 1968), spanischer Flamenco-Sänger, siehe Diego el Cigala

### E
- Efrén Ramos Salazar (1939–2005), mexikanischer Geistlicher, Bischof von Chilpancingo-Chilapa
- Eliseo Salazar (* 1954), chilenischer Rennfahrer

### F
- Federico Gómez de Salazar y Nieto (1912–2006), spanischer General und Militärgouverneur
- Felipe Salazar Villagrana (* 1940), mexikanischer Geistlicher, Bischof von San Juan de los Lagos
- Fernando Salazar (* 1979), mexikanischer Fußballspieler
- Florencio Salazar Adame (* 1948), mexikanischer Botschafter
- Francisco Cervantes de Salazar († 1575), spanisch-mexikanischer Gelehrter, Chronist und Geistlicher
- Freddy Salazar (* 1972), guatemaltekischer Tennisspieler

### G
- Gabriela Salazar (* 1994), mexikanische Handballspielerin
- Gustavo Salazar (* um 1965), peruanischer Badmintonspieler
- Gustavo Sánchez Salazar (* 1928), bolivianischer Journalist und Politiker
- Guzmán Salazar (* 1951), kubanischer Fechter

### H
- Héctor Luis Palma Salazar, mexikanischer Drogenhändler
- Hernando Salazar, chilenischer Fußballspieler
- Hugo Salazar († 1996), mexikanischer Fußballtorhüter

### I
- Imanol Salazar (* 2003), argentinischer Volleyballspieler
- Iridia Salazar (* 1982), mexikanische Taekwondoin

### J
- Jaime Salazar (1931–2011), mexikanischer Fußballspieler
- Jaime López Salazar (1949–1974), mexikanischer Fußballspieler
- Jaime Reyes Salazar, mexikanischer Fußballspieler
- Jaime Rodríguez Salazar (* 1939), mexikanischer Geistlicher, Bischof von Huánuco
- Jessica Salazar (* 1995), mexikanische Bahnradsportlerin
- John Salazar (* 1953), US-amerikanischer Politiker (Colorado)
- Jorge Salazar (* 1961), kubanischer Radrennfahrer
- Jorge Salazar-Bravo (* 1964), bolivianisch-US-amerikanischer Mammaloge
- José Salazar (Leichtathlet), venezolanischer Leichtathlet
- José Salazar López (1910–1991), mexikanischer Erzbischof
- José Gregorio Salazar y Castro (1773–1838), zentralamerikanischer Politiker
- Jose Paala Salazar (1937–2004), philippinischer Ordensgeistlicher, katholischer Bischof
- Juan de Salazar y Espinosa (1508–1560), spanischer Conquistador
- Juan Allende-Salazar (1882–1938), spanischer Kunsthistoriker
- Juan Carlos Bravo Salazar (* 1967), venezolanischer Geistlicher, Bischof von Petare

### K
- Ken Salazar (* 1955), US-amerikanischer Politiker (Colorado)

### L
- Leonard Salazar († 2006), US-amerikanischer Schauspieler
- Liana Salazar (* 1992), kolumbianische Fußballspielerin
- Lizbeth Salazar (* 1996), mexikanischer Radsportlerin
- Luís Salvador Efraín Salazar Arrué (1899–1975), salvadorianischer Autor und Maler
- Luis Suárez Salazar (* 1950), kubanischer Soziologe und Politologe

### M
- Manuel Eugenio Salazar Mora (* 1958), costa-ricanischer Geistlicher, Bischof von Tilarán-Liberia
- Manuel Gómez-Salazar y Lucio-Villegas (1824–1893), spanischer Erzbischof und Senator
- Marcos Salazar (* 1980), costa-ricanischer Tennisspieler
- Margarito Salazar Cárdenas (* 1958), mexikanischer Geistlicher, Bischof von Matehuala
- María Elvira Salazar (* 1961), US-amerikanische Fernsehmoderatorin und Politikerin (Republikanische Partei)
- María Santos Gorrostieta Salazar (1976–2012), mexikanische Medizinerin und Politikerin
- Mariano Gutiérrez Salazar (1913–1995), spanischer römisch-katholischer Ordensgeistlicher, Apostolischer Vikar von Caroní
- Mario Salazar (Fußballspieler) (1917–unbekannt), chilenischer Fußballspieler
- Mario Salazar (* 1980), deutscher Dramatiker chilenischer Abstammung
- Max Salazar (1932–2010), US-amerikanischer Journalist, Autor und Musikwissenschaftler
- Michael Salazar (* 1992), amerikanisch-belizischer Fußballspieler

### O
- Óscar Salazar (* 1977), mexikanischer Taekwondoin und Olympiateilnehmer
- Oscar Aníbal Salazar Gómez (* 1942), kolumbianischer Bischof von La Dorada-Guaduas

### P
- Patricia Salazar (* 1968), kolumbianische Journalistin
- Pedro Salazar-Hewitt († 2014), chilenischer Sportberater und Pressesprecher

### R
- Rafael Cardona Salazar (1946–1987), kolumbianisches Mitglied des Medellin-Kartells in den USA
- Ramón Salazar (Regisseur) (* 1973), spanischer Regisseur
- Ramón Salazar Estrada (* 1963), mexikanischer Geistlicher, Weihbischof in Guadalajara
- Ramón Montoya Salazar (1880–1949), spanischer Flamencogitarrist und Komponist, siehe Ramón Montoya
- Raúl Salazar († 2020), venezolanischer Militär und Verteidigungsminister
- Raúl Salazar (Fußballspieler) (1928–2014), chilenischer Fußballspieler
- Renata Salazar Ivancan (* 1975), deutsche Filmeditorin
- Ricardo Salazar (Radsportler) (* 1957), kubanischer Radrennfahrer
- Ricardo Salazar (Schiedsrichter) (* 1972), US-amerikanischer Fußballschiedsrichter
- Roberto Moreno Salazar (* 1970), panamaischer Fußballschiedsrichter, siehe Roberto Moreno (Schiedsrichter)
- Roque Antonio González Salazar (1931–2015), mexikanischer Botschafter
- Rosa Salazar, amerikanische Schauspielerin
- Ruben Salazar (Journalist) (1928–1970), amerikanischer Journalist
- Rubén Salazar Gómez (* 1942), kolumbianischer römisch-katholischer Geistlicher

### S
- Sebastián Salazar (* 1990), kolumbianischer Radrennfahrer

### T
- Tamara Salazar (* 1997), ecuadorianische Gewichtheberin
- Tulio Botero Salazar (1904–1981), römisch-katholischer Geistlicher

### V
- Valentina Salazar (* 1996), chilenische Speerwerferin
- Viridiana Salazar (* 1998), mexikanische Fußballspielerin

## Sonstiges
- Salazar (Daireaux), Ort in Argentinien
- Salazar (Kolumbien), Ort in Kolumbien
- Salazar Slytherin, eine Romanfigur der Harry-Potter-Reihe
- (2918) Salazar, Asteroid des äußeren Hauptgürtels